# Regiunea Odesa
Odesa (în ucraineană Одеська область, transliterat: Odeska oblast) este o regiune din Ucraina. Capitala sa este orașul Odesa.

## Istorie
Încă din Evul Mediu, regiunea de la apus de Nistru a aparținut voievodatului românesc Moldova, numeroase hrisoave bisericești sau politice atestând că era o parte de jure a acestui stat. La răsărit de Nistru se afla Edisanul, provincie disputată a cărei capitală era cetatea Oceacov: și acolo, numeroși agricultori români trăiau sub stăpânirea tătarilor („satele hănești”). Toată zona (Bugeacul și Edisanul) a trecut sub stăpânirea turcească în 1484-1538. Edisanul trece în stăpânirea rusească în 1792, în urma Războiului ruso-turc din 1791, când Rusia primește, în urma Tratatului de la Iași, cetatea Oceakov și ținuturile dintre Nistru și Bug, de unde locuitorii turci și tătari sunt alungați spre Bugeac; în locul lor vin ruși, ucraineni și germani. La data de 7 iunie 1794, la ordinul  Ecaterinei a II-a, a fost întemeiat orașul Odesa, ca una dintre metropolele  Novorusiei.
În 1812, este rândul Bugeacului să fie cedat de turci imperiului țarist: locuitorii români, turci și tătari sunt atunci alungați din zonă spre Dobrogea, de unde au venit în locul lor găgăuzi și bulgari. Astăzi, limba română (denumită aici „moldovenească”) nu mai este vorbită decât de cei 130.000 de români care mai trăiesc încă în această regiune, dar ai căror descendenți trec treptat la limba ucraineană.
În 1918, în Basarabia se constituie Republica Democrată Moldovenească, care cuprinde Bugeacul și se unește ulterior cu România, în timp ce Edisanul intră în componența Uniunii Sovietice și este bântuit de cumplitul Holodomor (foametea provocată de regimul sovietic în Ucraina).
Regiunea Odesa a fost înființată la data de 27 februarie 1932 în cadrul Republicii Sovietice Socialiste Ucrainene și nu cuprindea atunci Bugeacul. În vara anului 1941, este ocupată de regimul antonescian al României, care procedează aici la „curățirea terenului”, termenul eufemistic folosit de Antonescu ca echivalent al termenului german „soluția finală”: prin ordinul de „curățirea terenului” se poruncea deportarea și exterminarea evreilor din Basarabia și Bucovina, sub pretextul îndepărtării tuturor "elementelor" bănuite c-ar fi susținut sistemul sovietic, incluzând toți evreii din Odesa, fără deosebire. Mulți evrei din restul României sunt atunci deportați aici; o parte dintre ei mor de frig și boli. Regiunea este inclusă în Transnistria, anexată formal de România, dar administrată de armată. În martie 1944, redevine sovietică. În august 1944 sovieticii ocupă Bugeacul, pe care îl organizează, așa cum o făcuseră și în august 1940, cu titlul Regiunea Izmail. Aceasta este însă desființată și încorporată în regiunea Odesa după anul 1956. Regiunea a devenit parte a Ucrainei în 1991.

## Geografie și economie

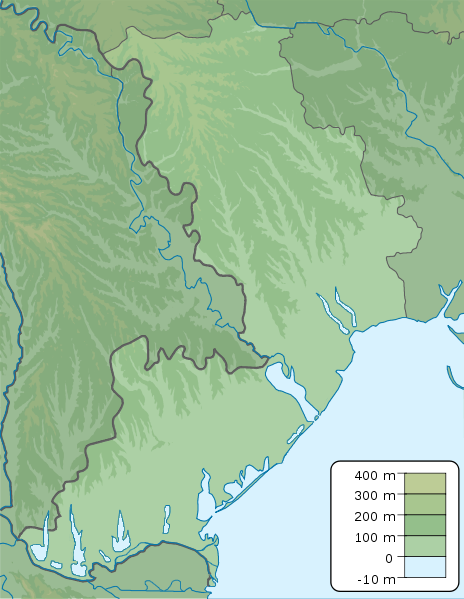
Hartă fizică a regiunii Odesa

Regiunea ocupă o zonă largă de stepă divizată de estuarul Nistrului. Țărmul ei la Marea Neagră este compus din numeroase plaje, estuare și limane. Terenurile regiunii sunt renumite pentru fertilitatea lor și pentru faptul că agricultura practicată pe ele stă la baza economiei. Sud-vestul regiunii, adică regiunea istorică Bugeac, posedă numeroase podgorii, livezi și ferme piscicole în jurul limanelor.
Din punct de vedere economic, regiunea a realizat 4,95% din produsul intern brut al Ucrainei în anul 2008. 
Ramuri importante ale economiei regiunii sunt:
- Extragerea de petrol și Industria chimică
- Transportul (porturi fluviale și maritime importante, conducte de petrol și căi ferate);
- Agricultura și vinificația.

Regiunea are o suprafață de 33.300 km². Populația sa (conform recensământului din 2004-05-01) este de 2,4 milioane de oameni, din care aproximativ două treimi este populația orașului-capitală Odesa.

## Demografie
Componența lingvistică a regiunii Odesa
     Ucraineană (46,28%)
     Rusă (41,95%)
     Bulgară (4,87%)
     Română (Moldoveană) (3,79%)
     Alte limbi (0,27%)
Conform recensământului ucrainean din 2001, nu exista vreo limbă vorbită de majoritatea populației, aceasta fiind compusă din vorbitori de ucraineană (46,28%), rusă (41,95%), bulgară (4,87%) și română/moldovenească (3,79%).
Componența etnică a regiunii Odesa
     Ucraineni (62,8%)
     Ruși (20,7%)
     Bulgari (6,1%)
     Români/Moldoveni (5%)
     Găgăuzi (1,1%)
     Evrei (0,5%)
     Bieloruși (0,5%)
     Armeni (0,3%)
     Rromi (țigani) (0,2%)
Pe lângă ucraineni, ruși și lipoveni, predominanți, un număr important de bulgari, găgăuzi, români și greci trăiesc în această provincie.
Bulgarii reprezintă 21%, iar românii/moldovenii circa 13%, fiind majoritari în zona orașului Reni, din Bugeac. 
Notabilă este evoluția populației din 1989 până în 2004. Astfel procentul ucrainenilor și găgăuzilor a scăzut cu 1-2% în ultimii ani, în timp ce procentul românilor (moldovenilor) a crescut cu 1-4%.

## Diviziuni administrative
Până la reforma administrativ-teritorială ucraineană din 2020, regiunea Odesa se compunea din 26 raioane și 7 orașe subordonate direct regiunii. 
După 2020, regiunea Odesa a fost divizată în șapte raioane.
| Nume           | Nume ucrainesc                 | Arie (km2) | Populația recensământului de la 2001 | Centru administrativ | Estimarea populației la 2021 | Numărul de comune |
| -------------- | ------------------------------ | ---------- | ------------------------------------ | -------------------- | ---------------------------- | ----------------- |
| Berezovca      | Березівський (район)           | 5.546      | 121.518                              | Berezovca            | 106.490                      | 16                |
| Cetatea Albă ^ | Білгород-Дністровський (район) | 5.177      | 214,211                              | Cetatea Albă (oraș)  | 198.682                      | 16                |
| Bolgrad ^      | Болградський (район)           | 4.477      | 167,464                              | Bolgrad              | 146.424                      | 10                |
| Ismail ^       | Ізмаїльський (район)           | 3.505      | 239.096                              | Ismail (oraș)        | 207.333                      | 6                 |
| Odesa          | Одеський (район)               | 3.946      | 1.353.314                            | Odesa                | 1.382.541                    | 22                |
| Bârzula        | Подільський (район)            | 7.048      | 266.948                              | Bârzula (oraș)       | 224.163                      | 12                |
| Rozdilna       | Роздільнянський (район)        | 3.568      | 106.506                              | Rozdilna             | 102.584                      | 9                 |

(^) indică cele două municipalități și nouă raioane care au constituit anterior regiunea Ismail, până la fuziunea fostei regiuni cu regiunea Odesa la 15 februarie 1954; aceste zone se află la apus de râul Nistru și au constituit anterior teritoriul cunoscut ca Bugeac (sudul Basarabiei). La reorganizarea din 18 iulie 2020, aceste nouă raioane au fost reduse la trei, care au încorporat și cele două foste orașe independente. 
Cele mai mari localități, după anul 2013 : Odesa, Ismail, Ciornomorsk, Cetatea Albă, Bârzula, Pivdenne, Chilia Nouă, Reni și Balta. 

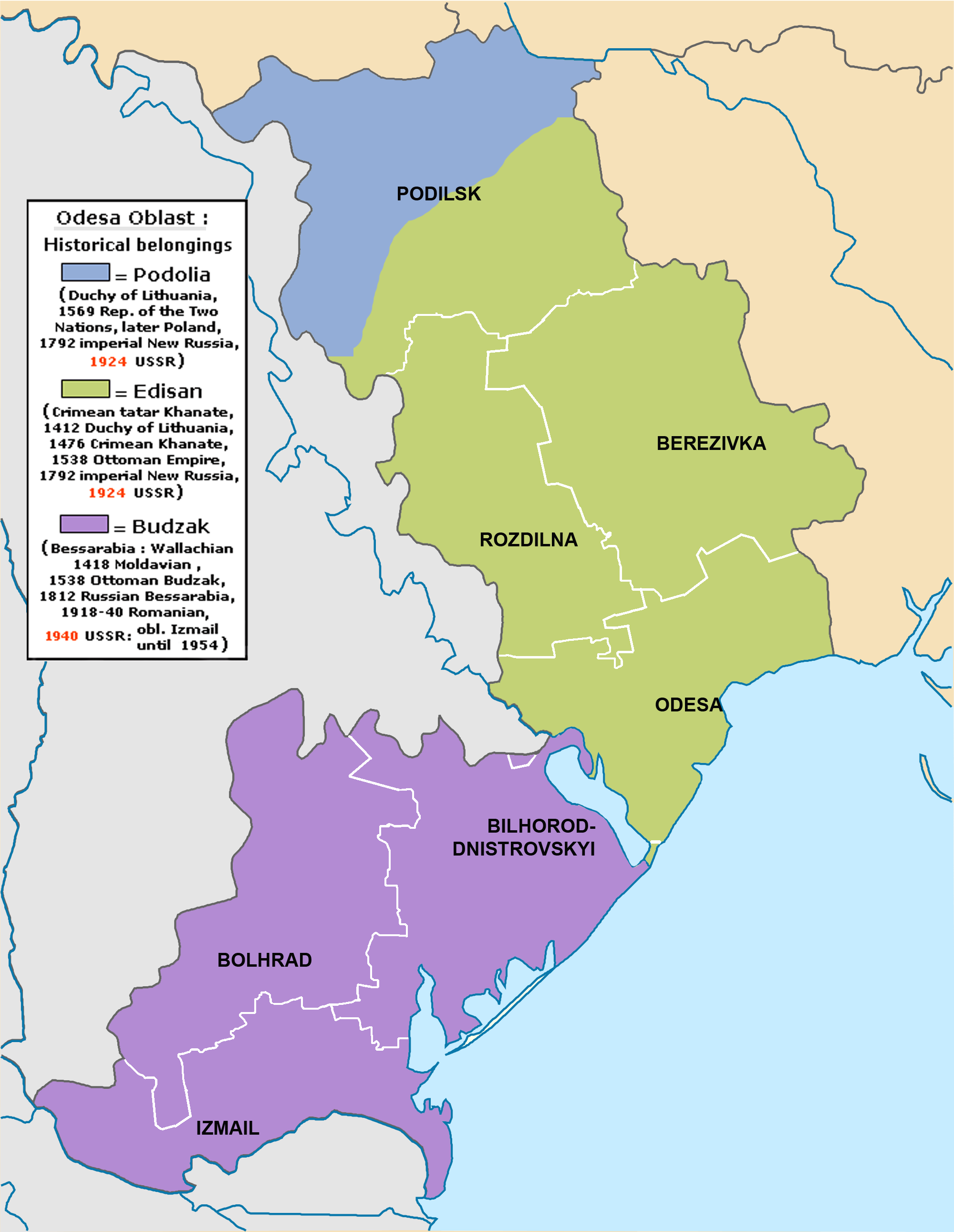
Zonele istorice care, acum, aparțin regiunii ucrainene

Subdiviziunile noi ale regiunii, prin reforma din iulie 2020

## Obiective turistice
- Teatrul operei și de balet din Odesa
- Treptele lui Potemkin
- fortăreața Cetății Albe

## Oameni celebri
- Serghei Utocikin (sportiv și aviator țarist)
- Anna Ahmatova (poetă sovietică)
- Nicholas E. Golovin (membru de la NASA, care a lucrat la programul spațial Apollo)
- Leonid Osipovici Utyosov (cântăreț și actor sovietic)